# Tante Patent
Tante Patent is een kinderboek van schrijfster Annie M.G. Schmidt met tekeningen van Fiep Westendorp. In 1962-1963 verscheen het als krantenstrip in een aantal Nederlandse regionale kranten. In 1988 verscheen het verhaal in boekvorm met nieuwe tekeningen in kleur. In 2002 werd het verhaal herdrukt met de oude tekeningen in zwart-wit als Tante Patent en de grote Sof. 
Het boek gaat over de keurige tante Patent die op een dag een Batavier te logeren krijgt die zijn offervat is kwijtgeraakt. De wildeman zet het keurige leventje van tante Patent en de hele stad op zijn kop.

## Verhaal
Tante Patent is een keurige dame van middelbare leeftijd. 'Wat is het leven makkelijk als je maar gewoon doet', is haar devies. Op een dag graaft ze bij het planten van een perenboom een oude vaas op en omdat ze het ding maar lelijk vindt, geeft ze het aan dokter Vierus.
Die avond verschijnt er een Batavier in haar huis; een woeste man in een berenvel met hoorns op zijn hoofd en die als strijdkreet 'njef, njef' heeft. Het is de Grote Sof, en het blijkt dat de vaas zijn offervat is, dat hij moest bewaken voor de god Thor. Omdat hij het vat kwijt is, moet hij het terughalen, anders mag hij niet naar het Walhalla. De grote Sof begrijpt niets van de huidige beschaafde welvaartsstaat, probeert tante Patent's kat Dommeltje op te eten, schiet de haan van de buurvrouw dood, loopt de glazen tuindeur kapot, en roostert de haan op een vuurtje binnenshuis met tante Patents meubilair als brandstof. Tante Patent besluit dat het offervat terughalen de enige manier is om van deze wildeman af te komen.
Iedere keer is tante Patent net te laat en de mensen ontdekken de onbeschaafde Batavier. Om haar gezicht te redden zegt ze dat hij haar neef is die voorzitter is van een nieuwe club: de Impulsieve Beweging. Deze beweging propageert zogezegd het ongeremde primitieve leven: slaan als er wat te slaan valt, schoppen als er wat te schoppen valt, stompen als er wat te stompen valt. De beweging slaat aan doordat de vrouwen het impulsieve gedrag wel stoer en mannelijk vinden en de mannen overhalen lid te worden. De mannen schaffen hierop schoorvoetend dierenvellen, knotsen en hoorntjes aan en beseffen dat ze het impulsieve gedrag ook wel leuk vinden. Tante Patent doet er nog een schepje bovenop omdat ze het wel leuk vindt voor publiek te spreken, en al snel is vrijwel de gehele stad impulsief geworden. De grote Sof voelt zich hier nu prima thuis en doet vrolijk mee. Tante Patent had niet verwacht dat de mensen daadwerkelijk zouden doen wat ze zei, en realiseert zich dat de situatie uit de hand begint te lopen. Ze besluit het offervat te zoeken zodat de Sof terug naar het Walhalla kan en alles weer normaal wordt.
Het offervat is inmiddels na veel omzwervingen in het Oudheidkundig Museum beland maar wordt door plunderende impulsieven meegenomen en achtergelaten. Het jongetje Keesje vindt het, en verkoopt het voor 1 dollar aan een Amerikaanse toerist. Tante Patent weet het vat terug te veroveren door het vliegtuig van de Amerikaan te kapen, en begraaft het in haar tuin.
De god Thor is inmiddels ontstemd dat de grote Sof aan het feesten is met de impulsieven en het offervat vergeet. Hij laat het onweren en de Sof valt op zijn knieën en smeekt om vergiffenis. Als de andere impulsieven hun vreesloze leider zo zien, houden ze het voor gezien: primitief leven vonden ze toch al veel te zwaar en bovendien is slaan een stuk minder leuk als de ander terugslaat. Tante Patent neemt de verdrietige grote Sof mee naar huis en vertelt hem dat ze het vat weer heeft begraven. Ze gaat thee zetten en als ze terugkomt is de Batavier verdwenen: terug naar het Walhalla.
Terwijl de voormalig impulsieve mannen de mantel uitgeveegd krijgen van hun vrouwen, oogst tante Patent met Keesje de eerste peer en denkt aan de grote Sof. Ze vat de geschiedenis samen met haar devies: 'Wat is het leven makkelijk als je maar gewoon doet.'

## Toneelversie
In 2007 maakte Rieks Swarte een toneelversie van het boek.